# Jens Jansson
Jens Martin Jansson, född 1 juni 1972 i Lund, är en svensk trumslagare.
Jansson ingår i popgruppen Brainpool och har på senare år ofta förekommit i Per Gessles olika projekt.